# 키르단
키르단(Círdan)은 《실마릴리온》의 등장인물이다. 그는 가운데땅에서 오랜 세월을 지낸 텔레리다.

## 생애
그는 텔레리의 왕 엘웨 싱골과 올웨를 따르는 군주로서, 발리노르로 향하길 원했다. 그의 소망과 달리 왕이었던 싱골이 실종됨과 울모를 따르는 옷세의 간구를 이유로 결국 키르단은 바닷가에 세력을 모아 살았다.
1시대, 모르고스가 북쪽 벨레리안드에 주둔했을 당시 가운데땅에 사는 요정이 다들 그러하듯 항구 지역과 발라르 섬을 포함한 해안 일대를 거느린 팔라스림 군주로써의 자신과 팔마리 백성들은 여러 고난의 순간을 보내야 했다. 니르나에스 아르노에디아드의 패배를 기점으로 모르고스가 벨레리안드의 패권을 실질적으로 장악했고, 페아노르의 아들들은 회수 가능성이 있는 엘윙의 실마릴을 되찾기 위해 자행된 요정 간의 학살극에 휘말린 것이 그 예다.
모르고스가 몰락하고 땅이 침수되어 기존의 영지를 포기하고 동쪽으로 세력을 이전한 키르단은 회색항구를 세웠고 타락한 아이누 사우론과 그의 지배하에 있는 암흑의 땅 모르도르가 파멸하여 무력한 영이 되는 순간 이후에도 활동하다 켈레보른, 스란두일처럼 4시대에 발리노르로 떠났다.

## 기타
놀도르에게 적대적인 보통의 신다르와 달리 우호적인 관계를 유지한 텔레리다.
외관상 평범한 대부분의 요정은 늙지 않는 것으로 알려졌으나, 그는 인간 노인처럼 늙은 형상을 띠고 있다고 한다.